# Monosci

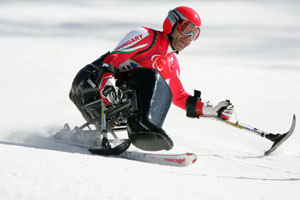
sciatore ungherese, Paralimpiadi 2010

Il monosci (guscio, mono ski, sit ski) è un attrezzo speciale per i disabili agli arti inferiori (paraplegici, amputati agli arti inferiori), il quale rende possibile lo sci come sport. Probabilmente l'unica tra gli sport praticabili dai disabili nel quale un disabile vive le stesse sensazioni dei compagni normodotati: si scia con la stessa velocità, è ugualmente agile e si usano gli stessi impianti di risalita (la seggiovia o lo skilift). Tanti confondono l'attrezzo (monosci) con la disciplina sportiva paralimpica (sci alpino con la sottocategoria sitting).

## Gli effetti positivi dello sport praticabile con l'attrezzo
- rinforza simmetricamente tutti e 2 lati del corpo (sinistra e destra)
- aiuta decisamente l'equilibrio, che può essere anche molto scarso nel caso di un paraplegico
- come tutti gli sport, anche lo sci ha un effetto positive sulla circolazione sanguigna, respirazione, ecc.

## Le parti dell'attrezzo
- 1 pz di seggiolino/guscio con l'ammortizzatore
- 2 pz di stabilizzatori (minisci)
- 1 o 2 pz di sci (dipende dal tipo di monosci) con l'attacco

## La descrizione dell'attrezzo
- Monosci: Prima lezione sul monosci

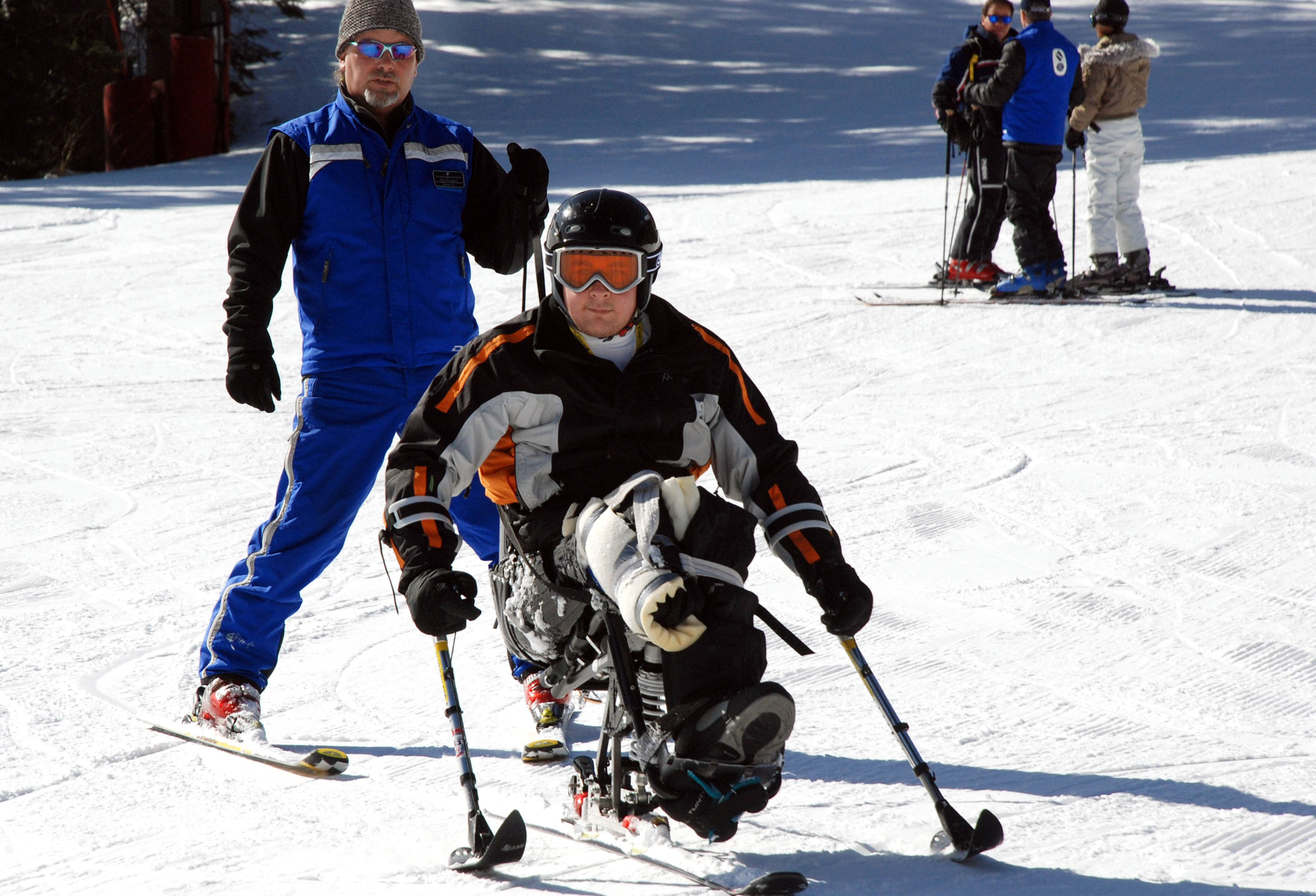
Prima lezione sul monosci

Partendo  dall'alto verso il basso troviamo la seduta, che deve essere perfettamente aderente in vita, al bacino e alle cosce. L'altezza dello schienale dipende dalle caratteristiche fisiche dello sciatore. Nel caso dei paraplegici più alta è la lesione, più alto sarà lo schienale. Nel caso degli amputati, gli addominali essendo integri non hanno bisogno di nessun appoggio, così lo schienale è il più basso possibile. Il guscio è fissato su un meccanismo costruito con ingegneria di alta precisione e con lavoro lunghissimo. Nel meccanismo è integrato un ammortizzatore uguale a quelli delle moto da rally, il quale smorza la superficie sconnessa della pista da sci e garantisce il movimento dinamico. Tutto ciò finisce in un pezzo con la forma di una pianta di scarpone, il quale viene fissato all'attacco dello sci. Esiste il monosci che si fissa su 2 sci, ma comunque è l'equilibrio dello sciatore che rende possibile lo sport. 
- Sci: uno sci di qualsiasi lunghezza e sciancratura con un attacco di grande resistenza poiché deve reggere non soltanto il  peso dello sciatore, ma anche quello dell'attrezzo.
- Gli stabilizzatori: sono 2 pezzi che vengono fissati sugli avambracci. Finiscono ciascuno in un piccolo sci di plastica lungo 30–40 cm. Così lo sciatore si appoggia in 3 punti. L'avanzamento sulla superficie orizzontale è garantito spingendosi con gli stabilizzatori chiusi.

## L'uso dell'attrezzo
Dopo che lo sciatore è seduto nel guscio, viene fissato in 3 punti: all'altezza di addominali, delle cosce e delle caviglie. Le gambe sono protette con un tessuto impermeabile oppure con una copertina rigida. 
Per essere trasportato a monte, un utilizzatore di monosci deve affrontare alcune difficoltà:
- uso dello skilift: nell'altezza della ginocchia si trova una cinghia in cui viene infilato il piattello dello skilift; arrivando in cima si può sganciare o dalla parte sinistra o destra;
- uso della seggiovia: è possibile alzare la seduta, così la seggiovia riesce ad infilarsi sotto il guscio; arrivando in cima lo sciatore scende con un movimento ben deciso;
- uso della telecabina: l'unico momento dove l'uso del monosci viene un po' complicato, perché in questo caso lo sciatore sgancia lo sci con l'aiuto esterno, e lo mettono nella telecabina; arrivando in cima si deve chiedere di nuovo l'aiuto esterno per uscirne ed agganciare lo sci

## Tipi di attrezzo
- monosci di Praschberger (Austria)
- monosci di Tessier (Francia)
- dualsci di Tessier (fissato su un paio di sci)
- kartsci di Tessier (fissato su un paio di sci, la seduta è molto bassa, e l'accento è sul lavoro delle braccia anziché sull'equilibrio del corpo)